# Armistițiul de la Mudanya

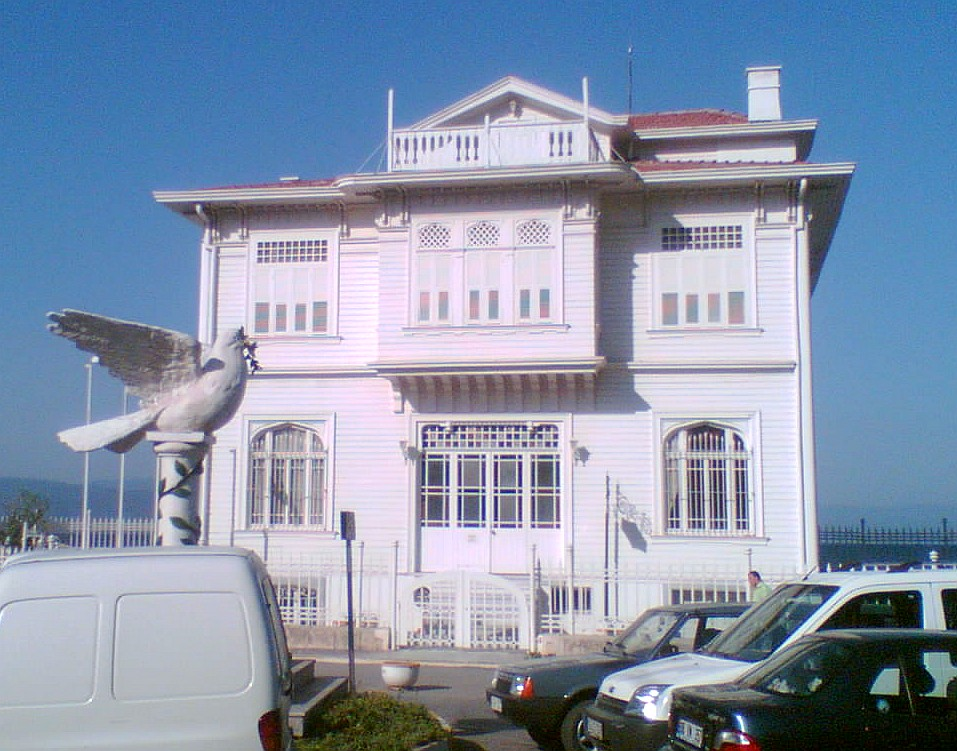
Clădirea în care a fost semnat armistițiul

Armistițiul de la Mudanya a fost un acord dintre Turcia (mai exact Marea Adunare Națională) pe de-o parte și Regatul Italiei, Regatul Unit și Republica Franceză pe de alta, semnat în orașul Mudanya pe 11 octombrie 1922. Regatul Greciei a semnat armistițiul pe 14 octombrie 1922. 
Acest armistițiu prevedea:
- Încetarea ostilităților între greci și turci și retragerea trupelor elene la vest de râul Marița; trupele aliate se retrăgeau pe malul drept al aceluiași râu până la semnarea tratatului de pace;
- Grecia ceda în favoarea Turciei Tracia Răsăriteană până la râul Marița, inclusiv orașul Adrianopol;
- Aliații cedau autorităților civile turce controlul în Tracia Răsăriteană;
- Părțile semnatare se angajau să nu sporească numărul efectivelor militare din regiune, să nu construiască fortificații și să nu execute manevre militare în regiunea sprecificată în acord;
- Aliații recunoșteau suveranitatea Turciei asupra Constantinopolului și strâmtorilor Dardanele și Bosfor.

De asemenea, părțile semnatare au decis să convoace Conferința de pace de la Lausanne, în timpul căreia a fost semnat Tratatul de pace de la Lausanne. 